# 순되위브리지

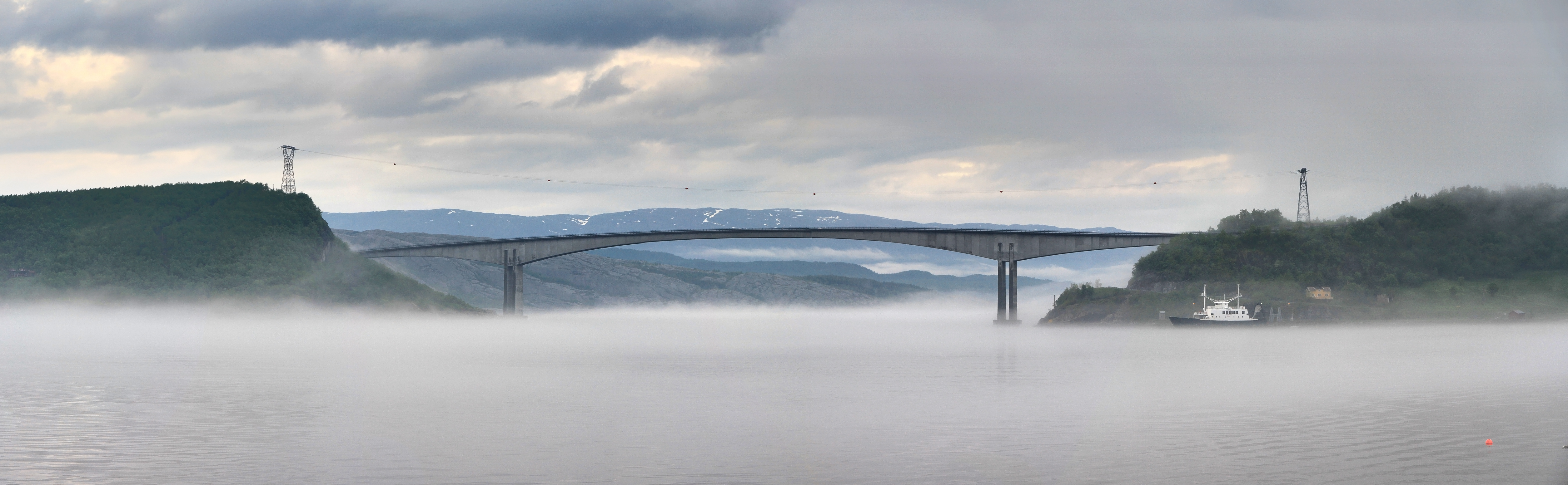

순되위브리지(Sundøy Bridge)는 노르웨이 노를란주의 다리이다. 이 다리는 콘크리트로 지어졌으며 대륙과 알스타섬 손되위 마을을 연결한다. 총 길이는 538미터이다. 2003년 8월 9일 오픈하였다. Jan-Eirik Nilsskog이 디자인을 맡았다. 150,000,000 kr의 건설비가 소요되었다.